# Christophe Besnard
Christophe Besnard (ur. 29 września 1981) – francuski judoka. Brązowy medalista mistrzostw świata w drużynie w 2002 i 2006. Startował w Pucharze Świata w latach 2001, 2002 i 2005-2007. Srebrny medalista mistrzostw Europy w drużynie w 1997 i brązowy w 2002. Trzeci na ME juniorów w 2000. Mistrz Francji w 2002, 2003, 2004, 2006 i 2009 roku.